# Celeste (Texas)
Celeste je město v okrese Hunt County ve státě Texas ve Spojených státech amerických. V roce 2010 zde žilo 814 obyvatel. S celkovou rozlohou 2,1 km² byla hustota zalidnění 388,1 obyvatel na km².